# Santa Helena (Paraná)
Santa Helena ist ein brasilianisches Munizip im Westen des Bundesstaats Paraná. Es hat 25.492 Einwohner (2022), die sich Santa-Helenenser nennen. Seine Fläche beträgt 755 km². Es liegt 253 Meter über dem Meeresspiegel.

## Etymologie
Der Besitzer der Mate- und Holzernte-Lizenz für das Gebiet von Santa Helena gab als Verehrer der Heiligen Helena dem Ort Mitte des 19. Jahrhunderts ihren Namen.

## Geschichte

### Besiedlung
Das Gebiet der heutigen Gemeinde Santa Helena war schon lange vor seiner endgültigen Besiedlung bewohnt. Hier lebten zahlreiche indigene Gruppen, darunter die Mimos, Chiques, Cheripas und Chiringuanás. Viele von ihnen wurden von dem Priester Francisco Dias Tonho missioniert.
Die Besetzung des Gebiets seit Mitte des 19. Jahrhunderts ist auf die Ausbeutung von Herva Mate und Holz durch so genannte Obrages zurückzuführen. Dies waren Gesellschaften ausländischer Eigentümer meist aus England oder Argentinien. Sie beschäftigten Arbeitskräfte vorwiegend indigener Herkunft aus Paraguay und Argentinien. Diese wurden wegen ihrer monatlichen (mensuellen) Entlohnung Mensus genannt. Domingos Barthe errichtete seine Obrage ab 1858 im Westen von Paraná.
Der Westen von Paraná erregte erneut die Aufmerksamkeit der Staats- und Bundesbehörden, als sich die Aufständischen der Coluna Prestes zwischen August 1924 und April 1925 hier aufhielten. Die von Regierungstruppen verfolgten Revolutionäre brannten auf dem Rückzug nach Santa Helena eine Brücke über den Rio São Francisco Falso an der heutigen PR-488 nieder. Sie war zu Beginn des 20. Jahrhunderts von der Firma Domingos Barthe gebaut worden, um die Mate- und Holzernte aus dem Raum Cascavel zum Hafen von Santa Helena transportieren zu können. Nach dieser Episode wurde die Örtlichkeit Ponte Queimada (deutsch: verbrannte Brücke) genannt.
Die achtmonatige Besetzung der paranaischen Städte entlang den Ufern des Paraná durch die Coluna Prestes führte zum wirtschaftlichen Zusammenbruch des Unternehmens Domingos Barthe und gleichzeitig zum Konkurs des Unternehmens Meyer e Annes, das sich zu dieser Zeit in Santa Helena niedergelassen hatte. Nicht nur die Plünderung der Warenlager der Firmen führte zu ihrem Niedergang, sondern vor allem die Befreiung der Mensus aus der Schuldknechtschaft der Obrageros durch die Revolutionäre. Die Obrageros und ihre Aufseher waren vor dem Einzug der Aufständischen geflohen.
Die Konkursmasse wurde an Allegretti e Cia. übertragen. Diese wurde 1952 von der Imobiliária Agrícola Madalozzo Ltda übernommen.
In größerer Zahl kamen Einwanderer ab 1920 nach Santa Helena, als sich italienischstämmige Familien aus Rio Grande do Sul in der Nähe des Paraná niederließen. Sie bildeten eine Siedlung, die heute als Santa Helena Velha bekannt ist. Dort bearbeiteten diese Familien kleine Grundstücke mit Subsistenzcharakter und praktizierten Extraktivismus. Aus dieser Zeit stammen die Familien Ferri, Bortolini, Prati, Thomé, Noro, Gallo, Tafarel und Cattani.
Die Imobiliária Agrícola Madalozzo Ltda konnte die Eigentümer der Ländereien von Santa Helena Velha nicht davon überzeugen, ihr eine ausreichende Fläche zu verkaufen, um ihr städtebauliches Projekt zu verwirklichen. Um ihre Verpflichtungen als Landerschließungsgesellschaft zu erfüllen, erwarb sie ein 11 km nördlich gelegenes Gebiet, das den Ursprung des Umlegungsgebiets Cidade de Santa Helena bildete.
Im Jahr 1959 wurde die erste katholische Kirche gebaut, der Heilige Antonius als Schutzpatron gewählt und Pater Martinho Seitz zum Pfarrer ernannt. Die Heilige Helena blieb die Schutzpatronin von Santa Helena Velha.

### Erhebung zum Munizip
Santa Helena wurde durch das Staatsgesetz Nr. 5497 vom 3. Februar 1967 aus Medianeira und Marechal Cândido Rondon ausgegliedert und in den Rang eines Munizips erhoben. Es wurde am 29. Dezember 1968 als Munizip installiert.

## Geografie

### Fläche und Lage
Santa Helena liegt auf dem Terceiro Planalto Paranaense (der Dritten oder Guarapuava-Hochebene von Paraná). Seine Fläche beträgt 755 km². Es liegt auf einer Höhe von 253 Metern.

### Vegetation
Das Biom von Santa Helena ist Mata Atlântica.

### Klima
Das Klima ist gemäßigt warm. Es werden hohe Niederschlagsmengen verzeichnet (1545 mm pro Jahr). Im Jahresdurchschnitt liegt die Temperatur bei 22,8 °C. Die Klimaklassifikation nach Köppen und Geiger lautet Cfa.

### Gewässer
Santa Helena liegt im Einzugsgebiet des Rio Paraná. Dessen Itaipú-Stausee begrenzt das Munizip im Westen. Der Rio São Francisco Falso (früher auch unter dem Namen Facão Torto bekannt, zu deutsch Krummes Messer) durchquert das Munizip als Seitenarm des Stausees von Itaipu.

### Straßen
Santa Helena ist über die PR-495 mit Marechal Cândido Rondon im Nordosten verbunden. Im Süden führt diese Staatsstraße nach Medianeira und als Estrada do Colono weiter durch den Nationalpark Iguaçu bis zur Fähre über den Iguaçu. Die PR-488 führt in Richtung Cascavel im Osten. Auf der PR-317 kommt man im Nordosten nach Toledo.

### Nachbarmunizipien
| Nueva Esperanza (Paraguay) | Entre Rios do Oeste                         |                        |
|                            | Kompassrose, die auf Nachbargemeinden zeigt | São José das Palmeiras |
| Mbaracayú (Paraguay)       | Missal                                      | Diamante d’Oeste       |

## Stadtverwaltung
Bürgermeister: Evandro Miguel Grade, PSD (2021–2024)
Vizebürgermeister: Clademar João Maraskin, PSD (2021–2024)

## Demografie

### Bevölkerungsentwicklung
| Jahr | Einwohner | Stadt | Land |
| ---- | --------- | ----- | ---- |
| 1970 | 26.834    | 8 %   | 92 % |
| 1980 | 34.882    | 21 %  | 79 % |
| 1991 | 18.861    | 34 %  | 66 % |
| 2000 | 20.491    | 48 %  | 52 % |
| 2010 | 23.413    | 54 %  | 46 % |
| 2022 | 25.492    |       |      |

Quelle: IBGE (2011) und Volkszählung 2022

### Ethnische Zusammensetzung
| Gruppe * | 1991    | 2000    | 2010    | wer sich als …                                                                   |
| --- | ------- | ------- | ------- | -------------------------------------------------------------------------------- |
| Weiße | 90,3 %  | 87,7 %  | 80,5 %  | weiß bezeichnet                                                                  |
| Schwarze | 1,5 %   | 2,4 %   | 1,7 %   | schwarz bezeichnet                                                               |
| Gelbe | 0,0 %   | 0,1 %   | 0,4 %   | von fernöstlicher Herkunft wie japanisch, chinesisch, koreanisch etc. bezeichnet |
| Braune | 8,2 %   | 9,0 %   | 17,1 %  | braun oder als Mischung aus mehreren Gruppen bezeichnet                          |
| Indigene | 0,0 %   | 0,1 %   | 0,3 %   | Ureinwohner oder Indio bezeichnet                                                |
| ohne Angabe | 0,0 %   | 0,6 %   | 0,0 %   |                                                                                  |
| Gesamt | 100,0 % | 100,0 % | 100,0 % |                                                                                  |
| *) Das IBGE verwendet für Volkszählungen ausschließlich diese fünf Gruppen. Es verzichtet bewusst auf Erläuterungen. Die Zugehörigkeit wird vom Einwohner selbst festgelegt. |         |         |         |                                                                                  |

Quelle: IBGE (Stand: 1991, 2000 und 2010)

## Wirtschaft

### Abgaben des Kraftwerks Itaipú
Santa Helena erhält vom Kraftwerk Itaipú für die Überflutung von 34,8 % seiner Gemeindeflächen Ausgleichszahlungen (genannt Royalties). Im Jahr 2017 finanzierten sie 48,5 % des Muniziphaushalts. Im Zeitraum 1990 bis 2019 beliefen sie sich auf insgesamt 516,1 Mio. US$.

### Kennzahlen
Mit einem Bruttoinlandsprodukt pro Einwohner von 36.941 R$ bzw. rund 8.200 € lag Santa Helena 2019 an 107. Stelle der 399 Munizipien Paranás.
Sein hoher Index der menschlichen Entwicklung von 0,744 (2010) setzte es auf den 45. Platz der paranaischen Munizipien.